# Klaus Mann
Klaus Mann (n. 18 noiembrie 1906, München, Imperiul German – d. 21 mai 1949, Cannes, Alpes-Maritimes, Franța) a fost un scriitor german, fiul lui Thomas Mann. Homosexualitatea, caracterul nonconformist, poziția sa antinazistă precum și originea evreiască a mamei sale îl fac să părăsească Germania imediat după venirea naziștilor la putere. În 1936 scrie romanul Mefisto, considerat a fi unul din cele mai mari romane ale secolului trecut. În acest roman-parabolă, multă vreme interzis în RFG, autorul surprinde cu finețe mecanismele impunerii unei doctrine totalitare, pervertirea valorilor umane, lașitatea intelectualilor și păturilor de sus ale societății germane care întâi au desconsiderat și neglijat pericolul nazist, apoi au acceptat tacit ,,noua ordine". Tot în perioada exilului a scris și romanele Fuga spre nord (1934), Simfonia patetică (1935) și Vulcan (1939).

## Vezi și
- Listă de dramaturgi de limbă germană
- Listă de piese de teatru germane